# T-14 Armata
T-14 Armata (tiếng Nga: Т-14 Армата, Định danh GBTU: Объект 148) là một loại xe tăng chủ lực thế hệ thứ tư do Nga sản xuất, phục vụ trong lực lượng Lục quân Nga từ năm 2016. Nó được đánh giá là loại xe tăng hiện đại và tốt nhất trên thế giới vào thời điểm hiện tại dù chưa có cơ hội thực chiến.

## Khái lược
Xe tăng T-14 Armata được lắp đặt trên hệ thống xe bệ thiết giáp bánh xích hạng nặng thế hệ thứ tư Armata do Nga chế tạo. Chúng được thiết kế và phát triển từ năm 2009 bởi công ty quốc phòng Uralvagonzavod trụ sở tại Nizhny Tagil, một dự án được cho là ít cấp tiến và tham vọng hơn dự án đã bị hủy bỏ là "Object 195" hay T-95, do đó sẽ nhẹ hơn, nhanh hơn và sẽ có giá thành rẻ hơn so với đàn anh đầy tham vọng của nó.
T-14 kế thừa thành quả của nhiều dự án xe tăng chủ lực thử nghiệm từ thời Liên Xô và Nga, bao gồm Object 640, Object 292, T-95/Object 195, Object 477 và Object 299:
- Object 292: là một mẫu thử nghiệm được chế tạo trên cơ sở tăng T-80 vào năm 1988. Object 292 được trang bị pháo chính cực mạnh, loại nòng trơn cỡ 152mm. Năm 1991, Object 292 đạt kết quả tốt trong các bài bắn thử. Tuy nhiên, Liên Xô tan rã đã đặt dấu chấm hết cho Object 292. Mẫu thử nghiệm hoàn chỉnh duy nhất của Object 292 được giữ bí mật trong thời gian rất dài, hiện được trưng bày tại bảo tàng ở Kubinka, gần Moskva.
- Object 299: mẫu thử nghiệm của Viện thiết kế Kirovsky. Các nhà thiết kế định sử dụng Object 299 làm nền tảng chế tạo xe thiết giáp chở quân, xe chiến đấu bộ binh, pháo tự hành và có cả mẫu xe tăng được trang bị ống phóng thẳng đứng với 30 tên lửa. Thiết kế của Object 299 khác hoàn toàn so với các loại xe tăng thời kỳ này, động cơ và bộ truyền động được bố trí phía trước xe, tiếp đến là khoang lái. Object 299 không có tháp pháo, pháo chính điều khiển từ xa và hệ thống nạp đạn tự động được đặt ở cuối xe. Object 299 được đánh giá là dự án thành công kể cả về góc độ kinh tế do có thiết kế thống nhất, nhưng dự án bị ngừng lại do thiếu kinh phí sau khi Liên Xô tan rã.
- Object 477 Molot: Một mẫu xe tăng thử nghiệm khác do Viện thiết kế Kharkov ở Ukraine phối hợp cùng nhà máy xe tăng Leningrad và Nizhny Tagil thực hiện. Tháp pháo của Object 477 không có người bên trong, được lắp pháo 152mm. Kíp lái gồm ba người, lái xe ngồi phía trước, trưởng xe và pháo thủ ngồi dưới tháp pháo. Đạn dược được đặt trong khoang riêng nằm phía sau xe. Hệ thống quản lý thông tin hiện đại của Object 477 cho phép kíp lái điều khiển máy bay không người lái (UAV) phục vụ trinh sát và một số loại xe tăng không người lái. Sau khi Liên Xô tan rã và dự án bị dừng lại năm 1992, Nga tìm cách thu hồi tài liệu kỹ thuật từ phía Ukraine để tiếp tục phát triển Object 477 nhưng Ukraine từ chối hợp tác.
- Object 640 "Chyornyj oryol" (Đại bàng Đen): là dự án xe tăng chủ lực thế hệ thứ tư của Nga, nguyên mẫu thử nghiệm được hoàn thành năm 1997. Object 640 được chế tạo trên cơ sở xe tăng T-80 với tháp pháo có thiết kế phẳng, gần sát vào thân xe và không có người bên trong để bảo vệ kíp lái nhiều nhất có thể.
- T-95/Object 195: thiết kế với tháp pháo không có người bên trong, kíp lái ba người của T-95 ngồi trong khoang bọc thép dưới thân xe. T-95 có pháo chính 152 mm, pháo tự động 2A42 30mm và súng máy Kord 12,7mm với hệ thống điều khiển hỏa lực hiện đại, khoang đạn được bố trí riêng biệt để tăng độ an toàn cho kíp lái. Do gặp khó khăn về tài chính và kỹ thuật, Nga ngừng dự án T-95 vào năm 2010. Các nhà thiết kế sau đó sử dụng T-95 làm cơ sở phát triển nền tảng xe chiến đấu đa năng Armata.

T-14 Armata sử dụng một số tính năng từ xe tăng T-95 mà chỉ có một vài nguyên mẫu được xây dựng. Khoang đạn sẽ được cách biệt ra khỏi tổ lái để tăng độ an toàn. Trong khi đó động cơ sẽ được nâng cấp mạnh hơn và giáp, pháo chính cùng hệ thống nạp đạn tự động sẽ được củng cố. Pháo chính của xe cũng được cải tiến, bao gồm cả việc trang bị loại pháo cực mạnh cỡ 152mm từng được thử nghiệm trên loại xe tăng "Object 292".
Khung thân của T-14 Armata được sử dụng để chế tạo một loạt các thiết kế khác, ví dụ như xe bọc thép T-15 Barbaris, pháo tự hành 2S35 Koalitsiya-SV 152mm, xe sửa chữa T-16 BREM-T (tính năng này được thừa hưởng từ Object 299).
Armata là loại xe tăng đầu tiên có một tháp pháo hoàn toàn không có người bên trong mà được điều khiển từ xa bởi một hệ thống điều khiển tự động, tổ lái được bảo vệ trong một khoang bọc giáp riêng trong xe (tính năng này được thừa hưởng từ Object-640 và T-95). Đây là một đột phá trong thiết kế xe tăng, tương tự như việc sử dụng hệ thống nạp đạn tự động để thay thế người nạp đạn trên T-64 vào 50 năm trước. Các loại xe đời cũ như T-54, T-62 có tháp pháo gồm 3 người, đến T-64, T-72 thì còn 2 người (hệ thống nạp đạn tự động đã thay thế người nạp đạn), và đến T-14 Armata thì tháp pháo hoàn toàn không còn người bên trong. Việc sử dụng tháp pháo ngày càng được tự động hóa mang lại nhiều lợi thế: Tổ lái được giảm bớt (Armata có thể chiến đấu với kíp lái chỉ có hai người), tháp pháo bớt đi không gian cho người bên trong nên có thể thu nhỏ kích thước tháp pháo xuống mức tối thiểu (vừa giúp xe khó bị trúng đạn hơn vừa giúp giảm bớt trọng lượng xe).
Armata áp dụng hệ thống thông tin-điều khiển tự động dựa trên công nghệ số, cho phép kết nối bất kỳ cơ cấu chỉ huy, hệ thống điều khiển nào, cùng với đó là khả năng dùng UAV trinh sát từ xa (ý tưởng này được thừa hưởng từ Object 477 Molot). Khi xe bị tấn công hoặc gặp trực trặc ở một bộ phận nào đó, hệ thống tự động phân tích và phát ra một giọng nữ dịu dàng vào tổ hợp của mỗi thành viên kíp xe về những hỏng hóc của xe và khuyến nghị những công việc cần làm. Chính vì thế lính tăng Nga đặt cho T-14 một biệt danh ngọt ngào là "Mashenka". Điều này cũng dự đoán cho xu hướng phát triển của xe tăng sẽ là tự động hoàn toàn trong tương lai, tức là "xe tăng thông minh".
T-14 Armata được dự đoán sẽ trang bị radar và các công nghệ khác tìm được trên chiếc tiêm kích thế hệ 5 Sukhoi T-50 bao gồm radar băng tần Ka (26.5–40 GHz) dựa trên radar AESA.

### Khả năng bảo vệ
Vỏ giáp của Armata sẽ làm từ một loại hợp kim mới với số hiệu 44S-sv-Sh, phát triển bởi Viện nghiên cứu Kim loại. Loại hợp kim mới này bền chắc hơn thép nhưng lại nhẹ hơn và không mất đi tính năng của mình trong nhiệt độ cực thấp, một tiêu chí bắt buộc của vũ khí Nga để hoạt động tốt tại vùng Bắc Cực lạnh giá.
T-14 có vỏ giáp trước tương đương 900-1.100 mm thép khi chống đạn xuyên giáp động năng, khoảng 1.200-1.400 mm thép khi chống đạn nổ lõm chống tăng, đây là mức bảo vệ tốt nhất trên thế giới vào năm 2015. Ngoài ra, khoang lái có các tấm giáp để bảo vệ tổ lái trong trường hợp vỏ giáp ngoài bị bắn thủng. Ước tính tấm giáp vách trước khoang lái có mức bảo vệ tương đương 900 mm thép. Như vậy, tổng cộng vỏ giáp mặt trước xe của T-14 có khả năng bảo vệ lên tới 1.800-2.000 mm thép khi chống đạn xuyên giáp động năng, khoảng 2.100-2.500 mm thép khi chống đạn nổ lõm chống tăng.
Khi kết hợp với giáp phản ứng nổ thế hệ 4 là Malachit, khả năng bảo vệ của xe còn được nâng cao thêm ít nhất là gấp 2 lần khi chống đạn xuyên giáp động năng hoặc đạn nổ lõm, đủ sức chịu được hỏa lực của mọi loại pháo xe tăng cỡ nòng 120 hoặc 125 mm, hoặc thậm chí cả cỡ pháo 130 mm hoặc 140 mm mà các xe tăng phương Tây có thể trang bị trong tương lai. Nóc xe cũng được làm đạt độ dày tới 260 – 300 mm thép để kháng lại những vũ khí chống tăng kiểu mới chuyên tấn công vào nóc xe như tên lửa FGM-148 Javelin của Mỹ.
Kíp lái 3 người ngồi trong khoang bọc thép ở giữa thân xe, được cách ly với xung quanh bởi lớp vách bảo vệ (dày tương đương 900mm thép ở phía trước), giúp tăng khả năng rất nhiều sống sót khi xe trúng đạn, kể cả khi khoang đạn phát nổ hoặc xe bốc cháy hoàn toàn.
Xe được trang bị hệ thống phòng thủ chủ động "Afganit" để đánh chặn đạn chống tăng từ xa trước khi chúng lao vào xe tăng. Hệ thống có thể đánh chặn mục tiêu có tốc độ tới 1.700 m/s (tức là tốc độ siêu thanh Mach 5), nghĩa là có thể đánh chặn được cả đạn xuyên giáp động năng APFSDS của pháo chống tăng. Khả năng này vượt trội so với hệ thống ARENA trên T-90 (chỉ đánh chặn được mục tiêu có tốc độ khoảng 700 m/s). Ở thời điểm 2015, trên thế giới chưa nước nào có hệ thống đạt tính năng tương đương
T-14 Armata có lớp vỏ giáp bên ngoài được phủ một lớp sơn đặc biệt, làm giảm đáng kể sự hiển thị trong dải quang phổ hồng ngoại và radar, giúp xe trở nên khó bị phát hiện và khóa bắn bởi không quân và tên lửa chống tăng của địch. Theo ước tính, T-14 có thể làm giảm cự ly khóa bắn của các loại tên lửa chống tăng hiện đại như "Javelin", "Spike" hoặc "Brimstone" tới 2,7 lần, ngay cả khi không sử dụng bình phun khói nhiên liệu để ngụy trang

### Độ cơ động
Về độ cơ động, T-14 trang bị động cơ diesel 1.500 mã lực. Khi chấp nhận hao phí nhiên liệu để dùng tối đa công suất, động cơ còn có thể đạt tới 1.800 mã lực, tỷ lệ công suất/khối lượng đạt tới 37,5 mã lực/tấn. Do vậy, T-14 đạt khả năng cơ động tốt nhất thế giới với vận tốc tối đa đạt 90 km/h, vượt xa so với loại xe tăng cơ động nhất của phương Tây là Leopard 2 (có các chỉ số tương ứng là 26 mã lực/tấn và 72 km/h).

### Hỏa lực
Về hỏa lực, Armata trang bị loại pháo 125 mm L/56 2A82-1M, đây là loại pháo cải tiến từ loại pháo 125 mm L/48 2A46 trang bị trên T-64, T-72, T-80 và T-90. Pháo 2A82 125 mm được thiết kế không chỉ cho Armata, mà còn để hiện đại hóa các thế hệ xe tăng cũ (T-72, T-80 và T-90).
Năm 1995, sau cuộc chiến ở Chechnya, nhà thiết kế chính của UKBTM (Ural Design Engineering Transport Engineering) là Vladimir Potkin đã đề xuất lắp đặt pháo 2A82 trong xe tăng T-90 với những cải tiến từ dự án "Točnost-85", khẩu pháo cũng được trang bị kèm hệ thống nạp đạn tự động mới để bắn được những loại đạn kiểu mới, đặc biệt là đạn xuyên giáp APFSDS kiểu mới 3BM-69/70 "Vacuum" có chiều dài thanh xuyên lên tới 900mm. Cuộc thử nghiệm nguyên mẫu của pháo 2A82 đã được thực hiện vào năm 2003, khối lượng thử nghiệm sơ bộ được thực hiện trên một khẩu pháo duy nhất là 505 phát bắn. Mùa thu năm 2006, các thử nghiệm đã được thực hiện trên một mẫu pháo khác với 787 phát đạn. Theo kết quả thu được, pháo 2A82 có các thông số kỹ thuật vượt hơn 20-25% so với đối thủ phương Tây gần nhất là khẩu Rheinmetall 120mm L/55 của Đức, trong khi pháo 2A82 lại nhẹ hơn đáng kể (3.000 kg so với 4.160 kg).
So với pháo 2A46M-5 của T-90, loại 2A82 có cùng đường kính nòng nhưng chiều dài nòng lớn hơn 1 mét (7 mét so với 6 mét), giúp bắn đạn xuyên giáp APFSDS có sức xuyên mạnh hơn, chính xác hơn khoảng 15-17%. So với pháo 120 mm L/55 của Đức (loại pháo xe tăng mạnh nhất cùng thời của phương Tây, trang bị cho M1A2 Abrams và Leopard 2A7), khẩu 2A82-1M tạo ra động năng đạn mạnh hơn 20% (15,24 MJ so với 12,7 MJ).
Khi sử dụng đạn xuyên giáp APFSDS kiểu mới 3BM-69 "Vacuum-1" (lõi xuyên uranium nghèo) hoặc 3BM-70 "Vacuum-2" (lõi xuyên tungsten), pháo 2A82-1M đạt sức xuyên 850–1.000 mm thép (ở cự ly 2.000 mét), đủ sức bắn xuyên giáp trước của các loại xe tăng hiện đại như M1A2 Abrams của Mỹ hoặc Leopard 2A6 của Đức ở cự ly 2.000 mét ngay từ phát đạn đầu tiên với xác suất khoảng 60%. Cũng theo tuyên bố của UVZ, thì sơ tốc đạn đầu nòng của 2A82 đạt tới 2.050 m/s, cao hơn tới 20% so với con số 1.750 m/s trên pháo 120mm Rheinmetall L/55 của Đức. Tầm bắn thẳng hiệu quả của pháo 2A82-1M đạt 4.700 mét, trong khi pháo 120mm L/55 của Đức chỉ đạt 4.000 mét. Xem thêm: Danh sách các loại đạn của pháo nòng trơn 125mm
Ngoài ra, khi cần thiết phải đối phó với những mẫu xe tăng mới của phương Tây sẽ ra đời trong tương lai, Armata còn được trang bị loại pháo 2A83 cỡ nòng 152 mm L/48. Đây là loại pháo tăng mạnh nhất thế giới ở thời điểm 2015. Theo tính toán, pháo 2A83 tạo ra động năng đạn mạnh tới 20 - 25 MJ, cao hơn 55 - 90% so với động năng 12,7 MJ của pháo 120 mm Rheinmetall L/55 của Đức (loại pháo tăng mạnh nhất của NATO). Đạn xuyên giáp APFSDS cỡ 152mm có sơ tốc đạn là 1.980 m/s, sức xuyên giáp đạt ít nhất 1.024 mm thép (ở cự ly 2.000 mét), đủ sức xuyên thủng giáp trước của mọi loại xe tăng hiện đại nhất phương Tây ở cự ly trên 3.000 mét. Sức xuyên giáp của pháo 152 mm còn có thể mạnh hơn nữa khi các loại đạn APFSDS mới được chế tạo. Ngoài ra, đạn nổ lõm cỡ 152mm cũng có sức công phá rất mạnh, có thể bắn xuyên trên 1.200 mm thép
Tốc độ bắn của pháo đạt 10-12 viên đạn mỗi phút, máy nạp đạn tự động chứa được 32 viên đạn pháo 125 mm cùng khoảng 20 viên đạn pháo khác được đặt trong khoang riêng trong thân xe, cách biệt với tổ lái.
Ngoài đạn xe tăng, một loại tên lửa dẫn đường bằng laser mới có thể bắn từ pháo chính 125mm với đầu đạn chống tăng cùng tầm bắn 8.000 mét (25,000 ft) cũng được phát triển. Đặc biệt, khi sử dụng pháo cỡ nòng 152mm thì T-14 có thể bắn tên lửa 2K25 Krasnopol với tầm tiêu diệt xe tăng địch đạt tới 20 km.
Các loại vũ khí phụ trên nóc tháp pháo của T-14 sẽ bao gồm 2 thứ: một súng máy 12,7 mm và một vũ khí phụ khác (được tùy chọn giữa một khẩu súng phóng lựu AGS-40 chống bộ binh hoặc 1 khẩu pháo 30 mm cho nhiệm vụ phòng không)

### Hệ thống điều khiển hỏa lực

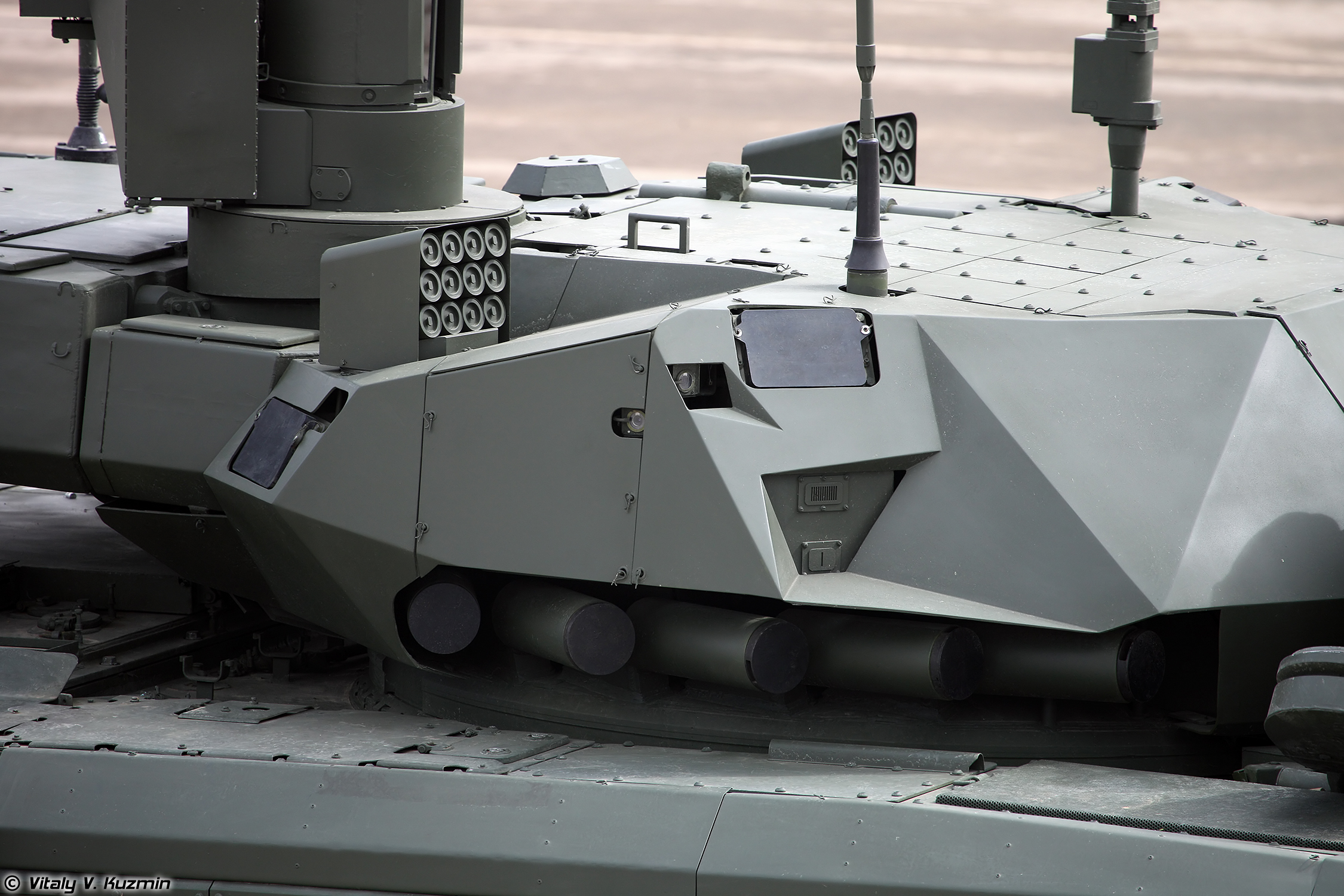
Tháp pháo T-14 nhìn gần, có thể thấy các cảm biến quan sát, cảm biến khí tượng của máy tính đạn đạo, ống phóng đạn khói ngụy trang và ống phóng đạn đánh chặn của hệ thống phòng ngự chủ động Afganit

Các cảm biến quang học của xe tăng cho phép định vị các vật cỡ xe tăng trong điều kiện ban ngày ở tầm 5 km, 4 km trong đêm nếu có sự hỗ trợ của thiết bị nhìn hồng ngoại. Kính ngắm của trưởng xe có mức zoom quang học đạt 4x và 12x. Máy đo xa laser có tầm lên đến 7,5 km. Kíp xe sử dụng camera có trường nhìn đạt 360°.
Hệ thống điều khiển hóa lực của T-14 Armata có tên Kalina (КАЛИНА), bao gồm tổ hợp kính quan sát, ngắm bắn của trưởng xe và pháo thủ; Máy tính đường đạn; Hệ thống ổn định vũ khí; Thiết bị tự động bám sát mục tiêu. Tổ hợp này cho phép đo khoảng cách đến mục tiêu bằng laser trong cự ly tới 5.000 mét với sai số dưới 10 mét. Nhờ hệ thống này, quá trình chuẩn bị và tiến hành một phát bắn được đơn giản hóa và rút ngắn rất nhiều. Cụ thể: sau khi phát hiện và lựa chọn mục tiêu, trưởng xe sẽ bấm nút đo xa và nút "chỉ mục tiêu". Dữ liệu về khoảng cách đến mục tiêu được tự động truyền đến máy tính đường đạn, còn hệ thống ổn định sẽ tự động quay pháo về hướng mục tiêu và sẽ tự động bám mục tiêu. Đồng thời trưởng xe sẽ hạ lệnh cho pháo thủ về "loại đạn, tên mục tiêu và phương pháp bắn". Pháo thủ, sau khi nghe được khẩu lệnh sẽ bật công tắc chọn loại đạn trên bảng điều khiển. Hệ thống nạp đạn tự động sẽ đưa đạn vào buồng nòng của pháo. Trong khi đó, kết hợp dữ liệu khoảng cách, loại đạn với các dữ liệu do hệ thống cảm biến cung cấp, máy tính đường đạn sẽ tính toán góc ngắm và tự động đưa vào kính ngắm của pháo thủ. Pháo thủ chỉ cần điều chỉnh lại đường ngắm rồi bóp cò. Nhờ vậy, tốc độ bắn cũng như độ chính xác khi bắn được nâng lên đáng kể. Ngoài ra, trưởng xe có thể "cướp quyền" bắn của pháo thủ khi cần thiết hoặc thời gian quá cấp bách không kịp chỉ mục tiêu cho pháo thủ.
Một trong những thiết bị hiện đại trong hệ thống điều khiển hỏa lực Kalina là thiết bị tự động bám sát mục tiêu tên là "Сосна-У" (Sosna-U). Nó cho phép vũ khí trên xe tăng tự động bám theo các mục tiêu chạy ngang hoặc chạy chếch với mọi tốc độ. Chức năng này nhằm tránh tình trạng xạ thủ bị lạc mất mục tiêu trong quá trình chuẩn bị bắn, đồng thời giảm thời gian chuẩn bị bắn và khả năng bắn trúng mục tiêu di động cũng cao hơn.

### Khả năng trinh sát chiến trường

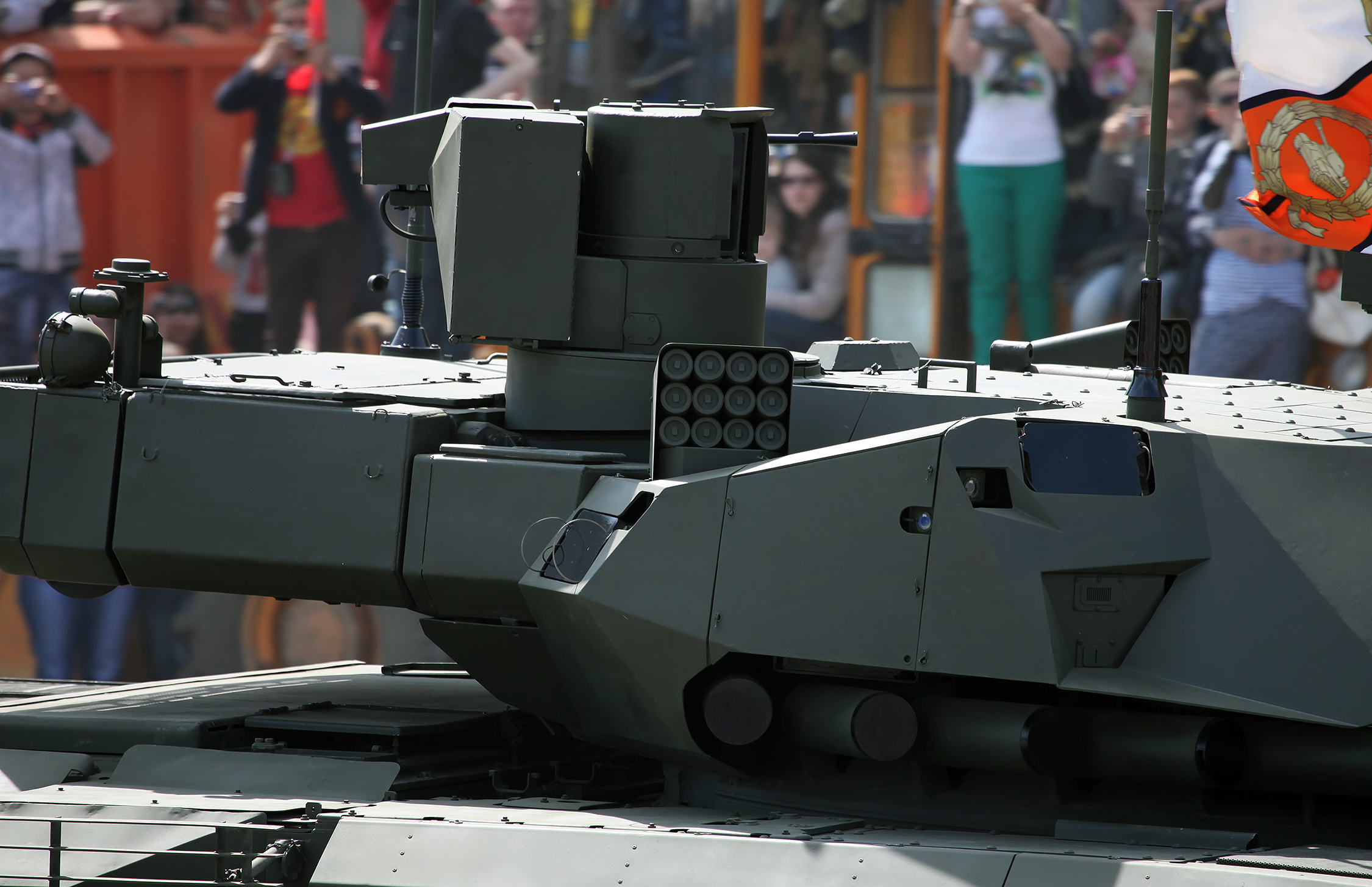
Radar của T-14 nhìn gần

T-14 Armata cũng trang bị thiết bị mô hình chiến trường kết nối mạng hiện đại. Thay vì hoạt động như các xe tăng và đơn vị đơn lẻ, chúng sẽ tham gia theo những khối thống nhất được liên kết bằng đường truyền dữ liệu. Mọi lực lượng tham chiến, từ bộ chỉ huy, khí tài quân sự, binh lính và thiết bị trinh sát sẽ được tích hợp vào một mạng thông tin duy nhất. Điều này cho phép đồng bộ hoạt động tác chiến, tăng khả năng phản ứng, cơ động và hiệu quả của lực lượng quân sự. Trong môi trường tác chiến mạng này, xe tăng không tác chiến đơn lẻ mà sẽ liên kết với hệ thống trinh sát để phát hiện mục tiêu, gọi hỗ trợ từ các đơn vị không quân, pháo binh và bộ binh, thay vì tự mình tìm kiếm và tấn công đối phương.
Ngoài ra, T-14 Armata còn được trang bị máy bay không người lái (UAV) có tên "Pterodactyl" để trinh sát mục tiêu. UAV được làm bằng vật liệu composite để đảm bảo độ bền và độ nhẹ của nó. Chiếc máy bay không người lái được điều khiển bằng cáp (không dùng sóng vô tuyến để tránh bị gây nhiễu), cáp điện cũng giúp UAV bay trên không với thời gian không xác định và mang được thiết bị nặng hơn mà không bị hết năng lượng. UAV có thể bay quanh xe tăng trong bán kính 50-100 mét, nó cũng sẽ có thể bay lên không trung trong vài chục mét. Radar di động và thiết bị nhìn ban đêm ảnh nhiệt sẽ giúp "Pterodactyl" phát hiện mục tiêu. "Pterodactyl" sẽ giúp T-14 tăng mạnh cự ly phát hiện mục tiêu. Ví dụ, khoảng cách để T-14 phát hiện ra xe tăng của địch thông qua kính ngắm của xe là 5 km, thậm chí thấp hơn nếu bị vật cản (bụi cây, ụ đất, nhà cửa...) che khuất. Pterodactyl sẽ giúp phát hiện mục tiêu từ cự ly lên đến 10 km ngay cả khi xe tăng địch nấp sau vật cản. Tính năng này sẽ cung cấp cho Armata một ưu thế không thể chối cãi so với các mẫu xe tăng hiện nay vốn không có UAV như vậy.
Đặc biệt, T-14 Armata sẽ trang bị radar băng tần Ka (26.5–40 GHz) dựa trên radar AESA có cùng công nghệ với radar trên chiếc tiêm kích thế hệ 5 Sukhoi T-50. Radar này có tầm phát hiện mục tiêu tới 100 km trên địa hình bằng phẳng không bị che chắn. Sử dụng các thông số tọa độ mục tiêu do radar và UAV cung cấp, T-14 đã trở thành một loại vũ khí đa năng, kiêm nhiệm "4 nhiệm vụ trong 1 thiết kế" chứ không chỉ là xe tăng, bao gồm: 
- Xe tăng chỉ huy: Nó có thể trở thành 1 chiếc xe tăng chỉ huy cung cấp tọa độ mục tiêu, điều phối các đơn vị tăng thiết giáp đồng đội (giống như T-80UK, T-90K);
- Trung tâm chỉ huy lục quân di động: Nó có thể làm một trạm radar cung cấp chỉ thị tọa độ mục tiêu giúp cho các đơn vị bộ binh, pháo binh đồng đội tác chiến hiệu quả hơn;
- Pháo binh tầm xa: Nó có thể tiêu diệt mục tiêu bằng chính đạn pháo của mình ở cự ly tới 8 km, hoặc có thể phóng các loại tên lửa điều khiển bằng radar để tiêu diệt mục tiêu địch từ cự ly hàng chục km;
- Tổ hợp phòng không di động: Nếu được gắn thêm tên lửa phòng không và pháo 30mm thì T-14 sẽ biến thành một tổ hợp tên lửa phòng không tầm trung di động giống như Pantsir-S1.

Trong tương lai, có thể các phiên bản Armata sẽ trở thành robot chiến đấu không người lái hoàn toàn. Trang thiết bị hiện tại của T-14 cho phép tự động hóa nhiều chức năng, bao gồm cả lái xe và bám bắt mục tiêu. Những công nghệ như trí thông minh nhân tạo có thể sẽ được tích hợp lên nền tảng Armata, xe có thể chiến đấu mà không cần người lái bên trong.

## Xuất khẩu tiềm năng
Bộ trưởng Thương mại và Công nghiệp Nga Denis Manturov cho biết, Nga đã sẵn sàng bán xe tăng Armata cho Ai Cập. Ông nói với RIA Novosti trong chuyến thăm tới Cairo vào tháng 5 năm 2015. "Nga sẵn sàng thảo luận với Ai Cập về việc chuyển giao xe tăng T-14 Armata sau khi thực hiện kế hoạch chế tạo loại xe tăng thế hệ mới này theo chương trình vũ khí của nhà nước". Nhà sản xuất xe tăng Armata của Nga đã mời một phái đoàn từ Ai Cập tới triển lãm vũ khí và thiết bị quân sự ở Nga, nơi mà khả năng của loại xe tăng mới sẽ được trình diễn. Giám đốc công ty Oleg Sienko nói với kênh truyền hình Russia-24: "Chúng tôi đã mời phái đoàn Ai Cập tới triển lãm vũ khí, sẽ được tổ chức vào tháng 9 năm nay (2015), để cho thấy cỗ máy này có khả năng gì".
Vladimir Kozhin, trợ lý của Tổng thống Nga, cho biết các đối tác nước ngoài của Nga, bao gồm Trung Quốc và Ấn Độ, đã bày tỏ sự quan tâm đến việc mua các thiết bị quân sự mới được trình bày tại lễ duyệt binh Ngày Chiến thắng 9/5 ở Moscow, bao gồm cả xe tăng Armata. Ông nói với tờ Izvestia: "Ở mức độ lớn hơn, đó là các đối tác truyền thống của chúng tôi: Ấn Độ, Trung Quốc và Đông Nam Á. Công ty Norinco của Trung Quốc tuyên bố xe tăng VT-4 nội địa của họ vượt trội hơn thiết kế của Armata về độ tin cậy cơ học, khả năng kiểm soát hỏa lực và chi phí. Việt Nam cũng được báo cáo là một khách hàng tiềm năng của loại hình mới cùng với Ấn Độ, Ai Cập và Belarus.

## Đánh giá
Ngày 7/3/2017, trả lời phỏng vấn kênh truyền thanh AM 97, tướng Mỹ Wesley Clark, cựu chỉ huy trưởng lực lượng NATO tại châu Âu, đã khen ngợi dòng xe tăng T-14 Armata: "Xe tăng thế hệ mới của Nga với hệ thống phòng ngự chủ động và tháp pháo tự động hóa không người lái có khả năng bảo vệ hơn hẳn các dòng xe tăng hiện đại khác trên thế giới. Công nghệ vỏ giáp áp dụng trên xe tăng này, chúng ta (Quân đội Mỹ) hiện vẫn chưa có sản phẩm tương xứng. T-14 chính là hình mẫu để chúng ta phát trên thế hệ xe tăng mới vào những năm 2030"

## Vấn đề sản xuất
Liên bang Nga dự kiến sẽ mua 2.300 xe tăng chiến đấu T-14 Armata mới vào năm 2020. Trong năm 2015, phương tiện truyền thông Nga đã thông báo rằng khoảng 20 xe tăng đã được giao để thử nghiệm, mặc dù họ không nêu ra được nguồn cho thông tin trên và ít nhất bảy xe tăng T-14 Armata xuất hiện trong cuộc diễu hành Ngày Chiến thắng Moscow năm 2015 và năm chiếc xuất hiện trong năm 2017.
Nhưng trong năm 2016, Bộ Quốc phòng Nga đã thông báo rằng họ chỉ ký một hợp đồng cho một "lô thử nghiệm" của 100 xe tăng sẽ được giao vào năm 2020, với toàn bộ dự án sản xuất hàng loạt phải kéo dài đến năm 2025, chủ yếu do vấn đề ngân sách hạn chế. Tháng 7 năm 2018, Thứ trưởng Bộ Quốc phòng Nga Yury Borisov tuyên bố rằng Armata quá đắt (khoảng 5 triệu USD/xe) nên không cần phải đưa vào sản xuất số lượng lớn trong khi những chiếc tăng chiến đấu T-72 vẫn đang còn nhu cầu sử dụng lớn và hiệu quả với các đối thủ Mỹ và châu Âu, chi phí nâng cấp T-72 lên chuẩn T-72B3M hiện đại cũng rẻ hơn nhiều (chỉ chưa đầy 250.000 USD/xe). Quân đội Nga không muốn sản xuất số lượng lớn xe tăng T-14 Armata do ngân sách quốc phòng bị cắt giảm. Ngoài ra, xe tăng T-14 vẫn phải trải qua một giai đoạn vận hành thử nghiệm, trong khi tình hình địa chính trị hiện nay đòi hỏi Nga phải có lực lượng phản ứng nhanh chóng cho các mối đe dọa từ NATO. Thay vào đó, một chương trình hiện đại hóa các xe tăng thế hệ cũ hơn hiện đang phục vụ (T-72, T-80 và T-90) sẽ được triển khai như dự án thay thế Do ngân sách không đủ để mua số lượng lớn T-14 Armata, Quân đội Nga dự kiến sẽ chỉ mua 100 chiếc T-14 cho tới năm 2020, bao gồm 20 chiếc đang thử nghiệm và 80 chiếc được đặt hàng vào tháng 2/2018 để trang bị cho 2 trung đoàn xe tăng cận vệ
Năm cấp phó của cựu tổng giám đốc Uralvagozavod Oleg Sienko đã rời bỏ công ty và theo một số báo cáo, đó là do lạm dụng tài chính. Nhà báo Igor Khodakov cho biết "Uralvagozavod đang gặp phải những vấn đề nghiêm trọng không chỉ về nhân sự mà còn về bản chất tài chính, bằng chứng là sự thay đổi quản lý của công ty nắm giữ gần đây. Khoản lỗ ròng của công ty trong năm 2015 lên tới 10 tỷ rúp, doanh thu giảm 2,5 lần, và chi phí bán hàng tăng từ 5 lên 13 tỷ rúp. Một vấn đề khác không chỉ ảnh hưởng đến UVZ mà còn ảnh hưởng đến toàn bộ ngành công nghiệp quốc phòng là trình độ giáo dục phổ thông ở Nga bị sụt giảm đáng kể."
Tháng 8/2018, Bộ Quốc phòng Nga đã ký hợp đồng mua 132 xe tăng chiến đấu chủ lực T-14 và xe chiến đấu bộ binh hạng nặng T-15 Barbaris với tháp pháo mới. Trong đó xe tăng T-14 phải được trang bị loại pháo cỡ 152mm. Hợp đồng dự kiến sẽ hoàn thành vào năm 2022
Theo truyền thông Ấn Độ, quân đội nước này đang quan tâm tới những chiếc T-14 Armata của Nga. Lục quân Ấn Độ đã lên kế hoạch mua hơn 1.700 xe tăng T-14 Armata nhằm thay thế cho những chiếc xe tăng T-72 của họ. Ấn Độ dự kiến đầu tư khoảng 4,5 tỷ USD để mua những chiếc xe tăng mới nhất.
Bộ trưởng Bộ Quốc phòng Nga Shoigu cho biết vào năm 2019, nhà sản xuất Uralvagozavod chỉ cung cấp được 16 xe: T-14 (tăng Armata), T-15 (BMP trên cùng một nền tảng) và T-16 (BREM - xe bảo dưỡng bọc thép) thay vì 44 chiếc như dự định. Có một độ trễ rõ ràng so với lịch trình. Ngoài ra, các bài kiểm tra trạng thái của máy móc trên nền tảng Armata vẫn chưa được hoàn thành và sẽ tiếp tục cho đến cuối năm 2019. Chỉ sau đó, quyết định mua hàng loạt sẽ được đưa ra, có thể được điều chỉnh, có thể giảm xuống.
Cho đến năm 2023, T-14 vẫn chưa được sản xuất số lượng lớn. Bởi chiến tranh Nga-Ukraine nổ ra năm 2022, khiến Nga phải dồn ngân sách cho những nhu cầu cấp thiết hơn, như là nâng cấp xe tăng T-72, T-80 và chế tạo mới xe tăng T-90.